# Roland Wabra
Roland Wabra (ur. 25 listopada 1935 w Pradze, zm. 17 października 1994 na autostradzie A6) – niemiecki piłkarz, grający na pozycji bramkarza.

## Kariera piłkarska
Roland Wabra urodził się w Pradze w Czechosłowacji, ale od 1945 roku mieszkał w Niemczech, gdzie następnie przyjął obywatelstwo tego kraju. Karierę piłkarską zaczynał w SV Unterreichenbach najpierw jako lewoskrzydłowy, potem z czasem zaczął grać na pozycji bramkarza.
Następnie przeszedł do 1. FC Nürnberg, gdzie spędził 12 lat swojej piłkarskiej kariery. Podczas pobytu w Norymberdze zdobył z drużyną dwukrotnie mistrzostwo Niemiec: 1961 i 1968 roku oraz Puchar Niemiec w sezonie 1961/1962. W sezonie 1966/1967 w meczu 25.kolejki z Fortuną Düsseldorf w 28.minucie meczu dostał czerwoną kartkę, a ponieważ nie miał kto zastąpić Wabrę w bramce, w jego miejsce wszedł pomocnik Reinhold Adelmann. Wabra tym samym został pierwszym bramkarzem w Bundeslidze, który dostał czerwoną kartkę.
Roland Wabra karierę sportową zakończył w 1969 roku. Łącznie dla zespołu rozegrał 523 mecze.

## Sukcesy
- Mistrz Niemiec: 1961, 1968
- Puchar Niemiec: 1962

## Życie prywatne
Roland Wabra miał dwóch synów, którzy również byli piłkarzami. Starszy, Rudolf był zawodnikiem m.in. Borussii Dortmund, 1. FC Nürnberg, 1. FC Köln, ale w Bundeslidze nie zadebiutował. Następnie grał w FC Locarno i Royal Antwerp FC. Natomiast młodszy syn, Klaus grał w amatorskim zespole 1. FC Nürnberg, potem grał w lidze bawarskiej w drużynie rezerw TSV 1860 Monachium.

## Śmierć
17 października 1994 roku Roland Wabra zginął w wypadku samochodowym na autostradzie A6 wracając ze stawu Valznerweiher do domu w Unterreichenbach.